# Jack Kemp
Jack French Kemp (13. července 1935 Los Angeles, Kalifornie – 2. května 2009 Bethesda, Maryland) byl americký politik a profesionální hráč amerického fotbalu. Byl členem republikánské strany, 18 let členem Kongresu Spojených států (1971–1989) a ministrem pro místní rozvoj (Housing Secretary) ve vládě prezidenta Georga H. W. Bushe (1989–1993). Byl republikánským kandidátem na Viceprezidenta Spojených států v roce 1996, jako spolukandidát prezidentského kandidáta Boba Dolea. Před tím se již Jack Kemp pokoušel o vlastní prezidentskou nominaci v republikánských primárkách v roce 1988.
Před vstupem do politiky byl Kemp 13 let profesionálním hráčem amerického fotbalu. Byl kapitánem týmů San Diego Chargers a Buffalo Bills. V počátečních letech své fotbalové kariéry zároveň sloužil u rezervních jednotek americké armády.
Kemp zastával konzervativní ekonomické názory, byl proponentem nízkého zdanění a ovlivňování ekonomiky ze strany nabídky. Ostatní jeho politické názory zahrnovaly celou škálu postojů, od sociálně konzervativní opozice vůči potratům až po libertariánskou podporu imigrační reformy. Jako proponent ekonomické chicagské školy a ekonomie nabídkové strany silně ovlivňoval ekonomickou politiku prezidenta Reagana a byl spoluautorem zákona na ekonomickou obnovu v roce 1981 (Economic Recovery Tax Act of 1981), známého také jako Kemp-Roth tax cut.
Po skončení své politické kariéry zůstal Kemp aktivní jako politický komentátor. Byl také členem správních rad řady korporací i neziskových organizací. Je autorem či spoluautorem několika knih. Prezident Barack Obama udělil Jacku Kempovi posmrtně v roce 2009 nejvyšší americké civilní vyznamenání, Prezidentskou medaili svobody.